# Saint-Mihiel
Saint-Mihiel is een gemeente in het Franse departement Meuse (regio Grand Est). De gemeente telde 3.848 inwoners op 1 januari 2022. De plaats maakt deel uit van het arrondissement Commercy.

## Geschiedenis

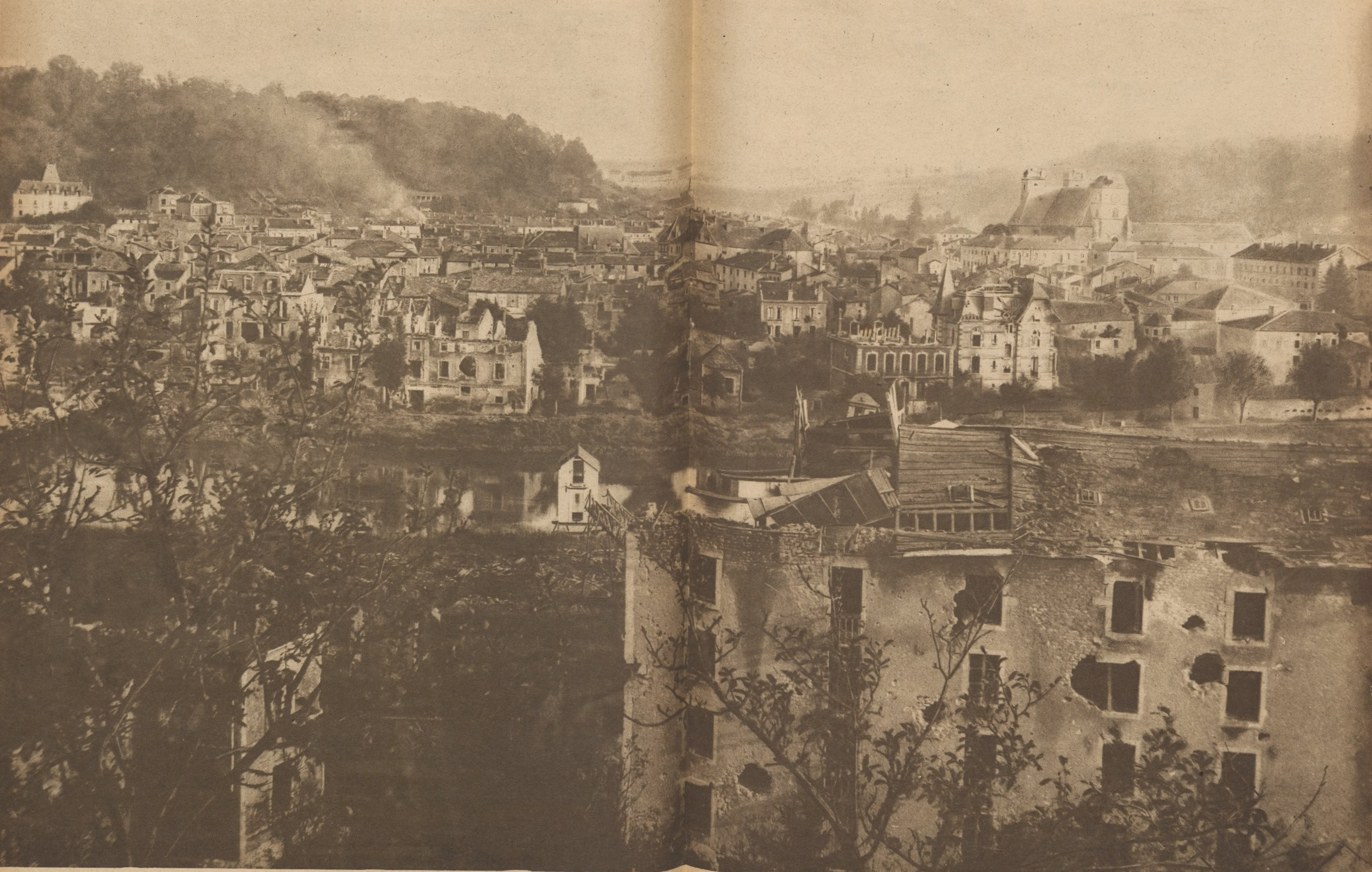
De stad op 12 september 1918

De geschiedenis van de plaats hangt samen met de benedictijner abdij Saint-Michel. Die werd in de 8e eeuw gesticht op de heuvel Mont Castillon. In de 9e eeuw werd de abdij enkele kilometers verplaatst naar de oever van de Maas. Daar was al een kleine nederzetting, Godonécourt genoemd, die later de naam van de abdij zou overnemen. De abdij kende faam vanwege haar school en haar bibliotheek. Ze beschikte over een aparte muur met daarin twee poorten.
De abdij kreeg een nieuw, classicistisch uiterlijk tussen 1689 en 1775. In 1791 moesten de laatste monniken de abdij verlaten. In 1800 verloor Saint-Mihiel de strijd om een onderprefectuur van het departement Meuse te worden van Commercy. Maar de rechtbank van het arrondissement Commercy werd wel gevestigd in Saint-Mihiel. De rechtbank werd ondergebracht in de voormalige kloostergebouwen. Die herbergden verschillende instellingen: een gevangenis, een post van de gendarmerie en een school. 
Tijdens de Eerste Wereldoorlog werd er hevig gevochten in de streek van Saint-Mihiel. De plaats werd al in 1914 veroverd door de Duitsers en vormde een saillant in de Franse linies. In 1915 werd er gevochten in Bois d’Ailly en Bois Brûlé. De Slag bij Saint-Mihiel in 1918 kaderde in het eindoffensief van Fransen en Amerikanen.

## Geografie
De oppervlakte van Saint-Mihiel bedroeg op 1 januari 2022 33 vierkante kilometer; de bevolkingsdichtheid was toen 116,6 inwoners per km².
De Maas stroomt door de gemeente.
De onderstaande kaart toont de ligging van Saint-Mihiel met de belangrijkste infrastructuur en aangrenzende gemeenten.

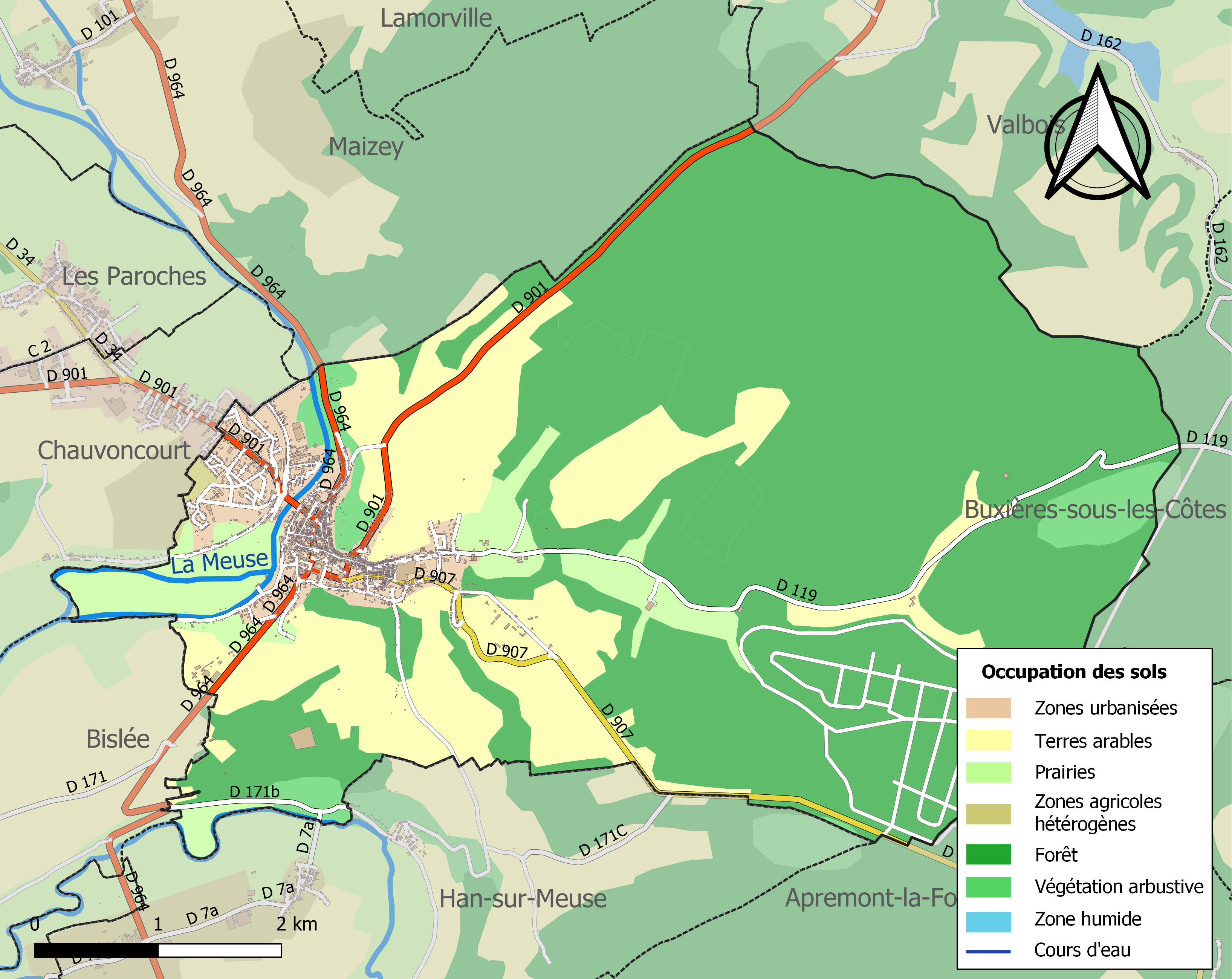

## Demografie
Onderstaande figuur toont het verloop van het inwonertal (bron: INSEE-tellingen).

## Bezienswaardigheden
De voornaamste bezienswaardigheid van de gemeente is de voormalige abdij Saint-Michel. De 18e-eeuwse kloosterbibliotheek is bewaard gebleven. In een andere vleugel is het Musée d'Art sacré (museum van gewijde kunst) ingericht.
Saint-Mihiel was de geboorteplaats van de Lotharingse renaissancebeeldhouwer Ligier Richier en in de gemeente zijn nog twee van zijn werken te bekijken: La Pâmoison de la Vièrge (1532) in de kerk Saint-Michel en Le Sépulcre (begonnen in 1554) in de kerk Saint-Étienne.
Op het grondgebied van de gemeente bevinden zich een begraafplaats met soldaten van de Centrale mogendheden (6.046 Duitse soldaten, twee Oostenrijk-Hongaarse) en een begraafplaats met Franse soldaten (3.491 begraven soldaten).

### Galerij

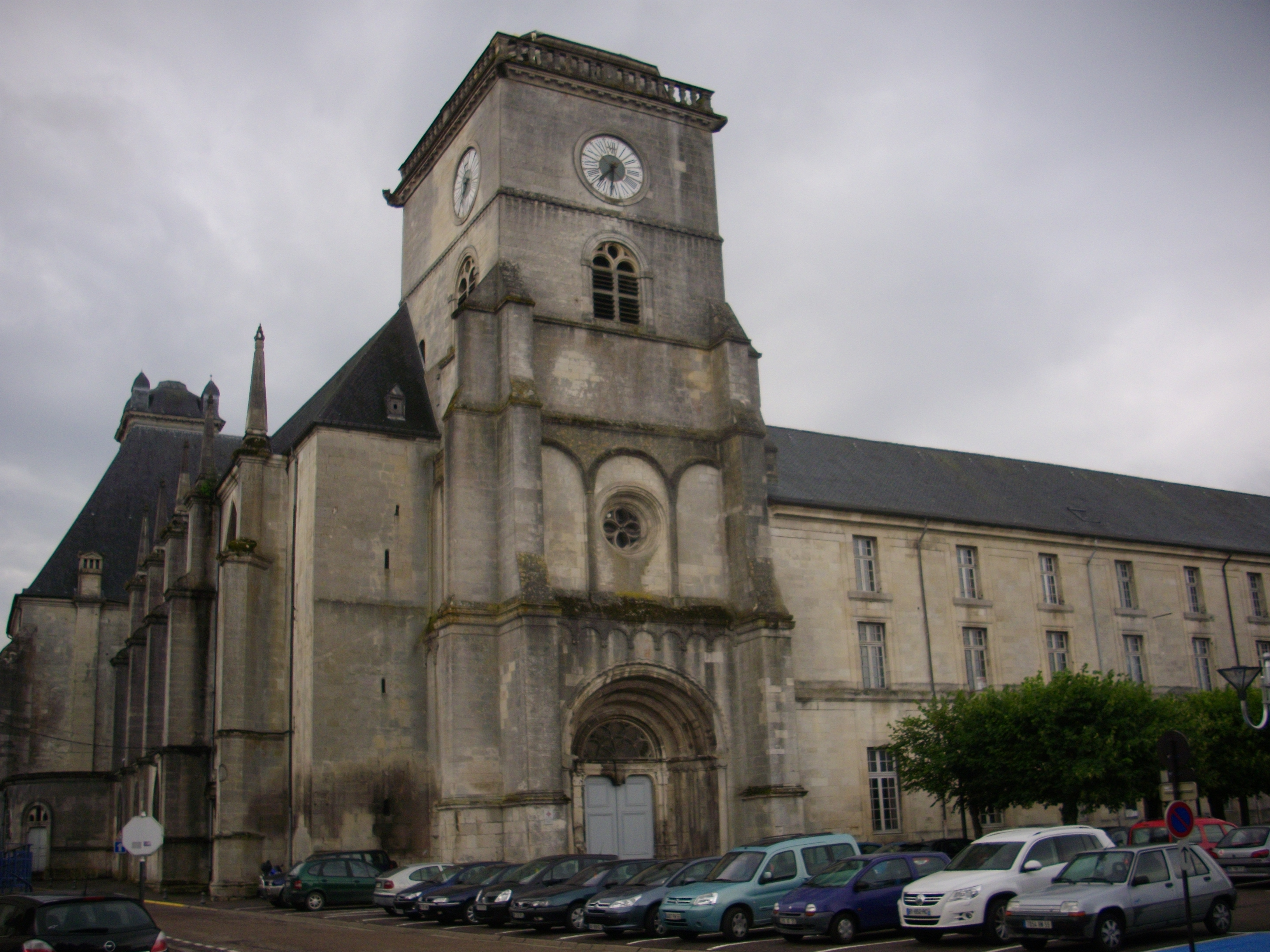
Kerk Saint-Michel
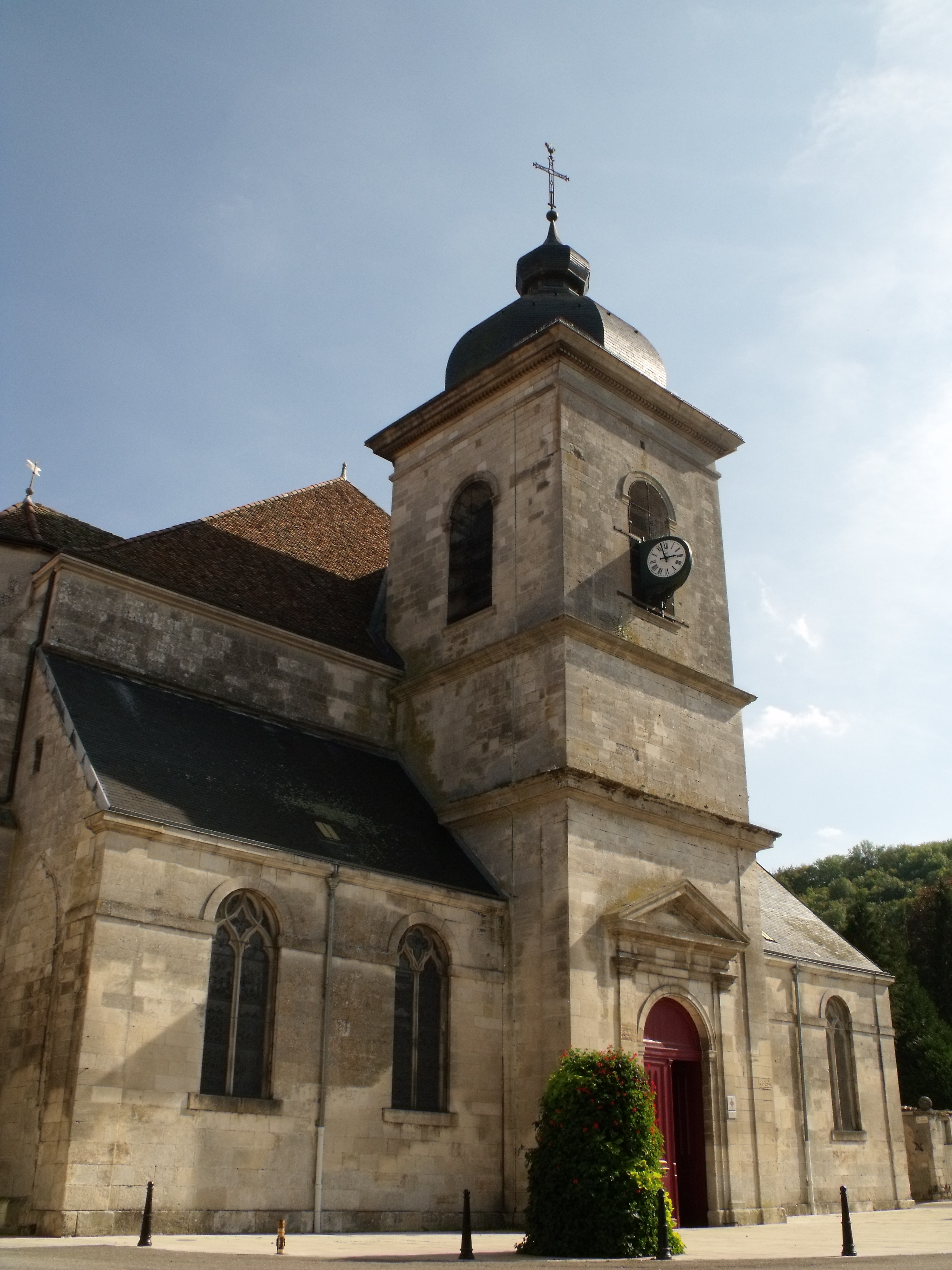
Kerk Saint-Étienne
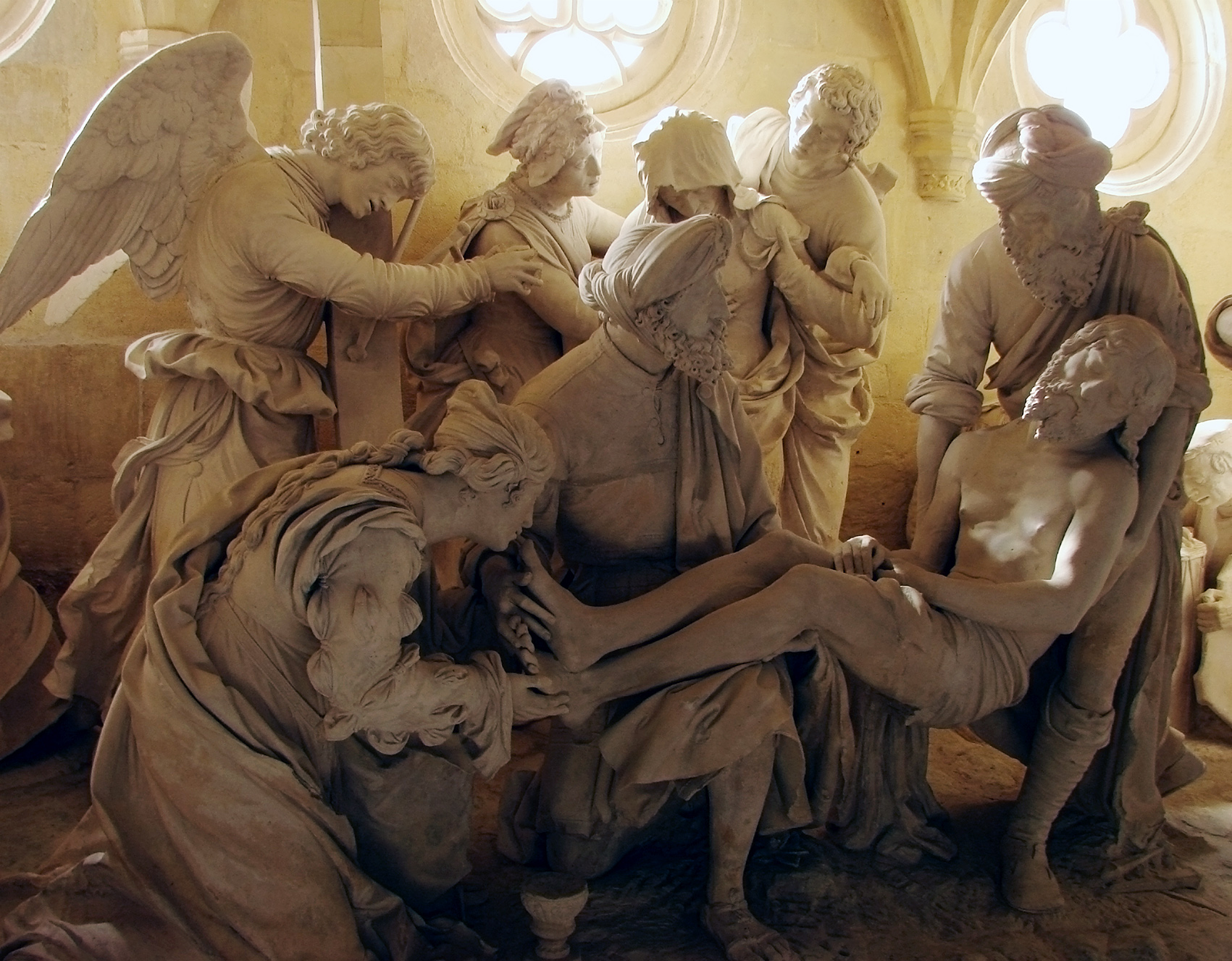
Le Sépulcre (de graflegging)
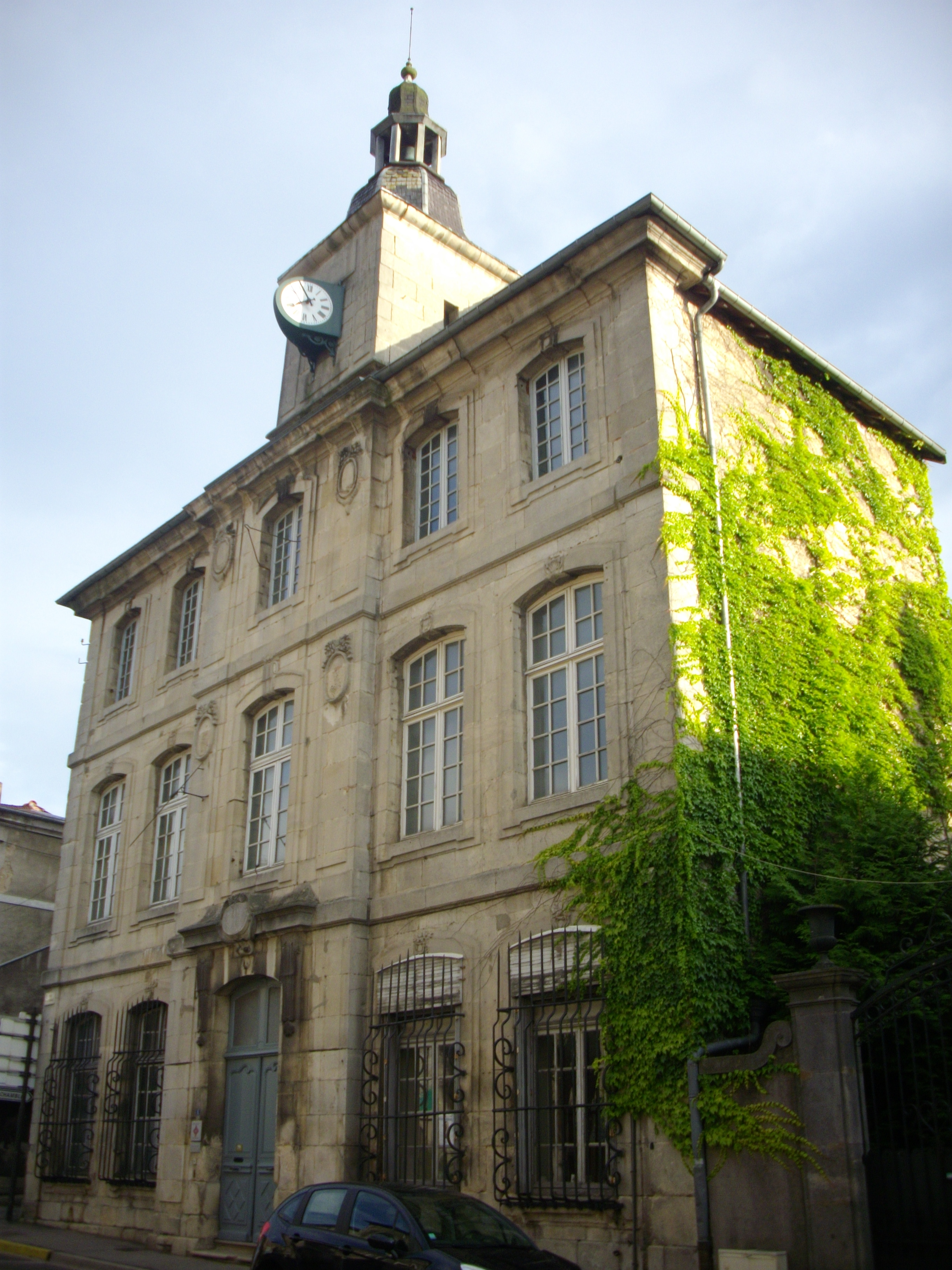
Voormalig stadhuis
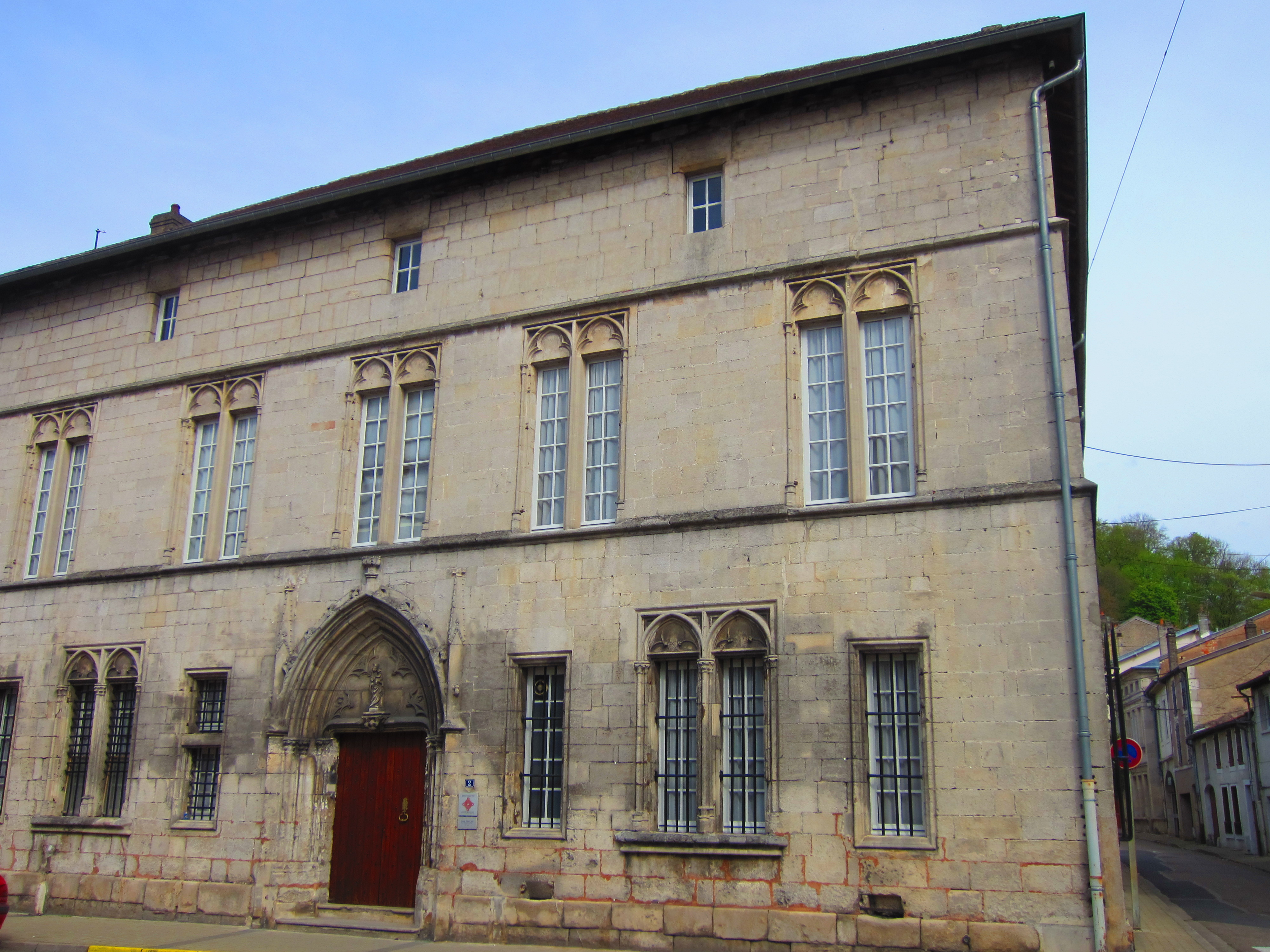
Maison du roi
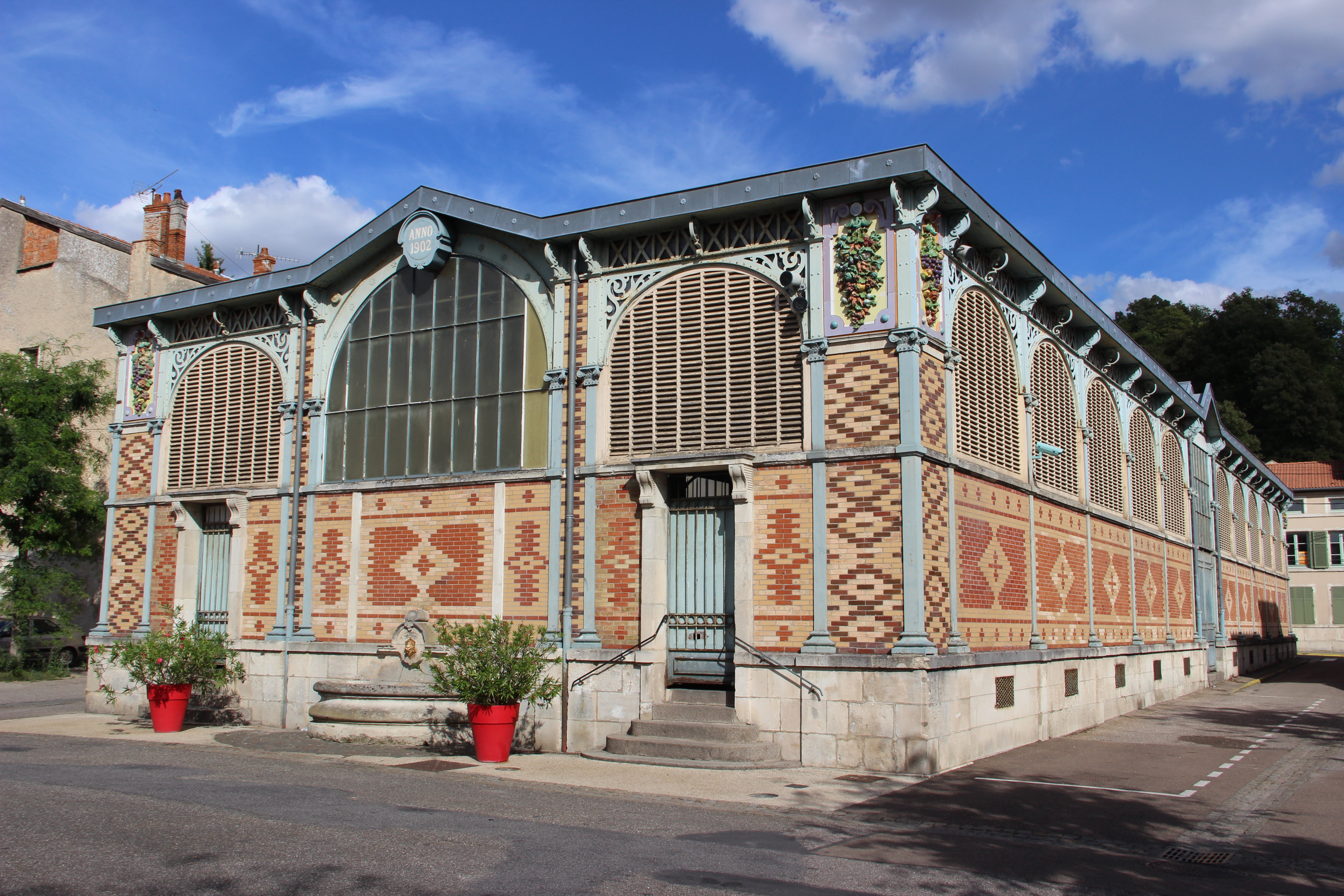
Les halles
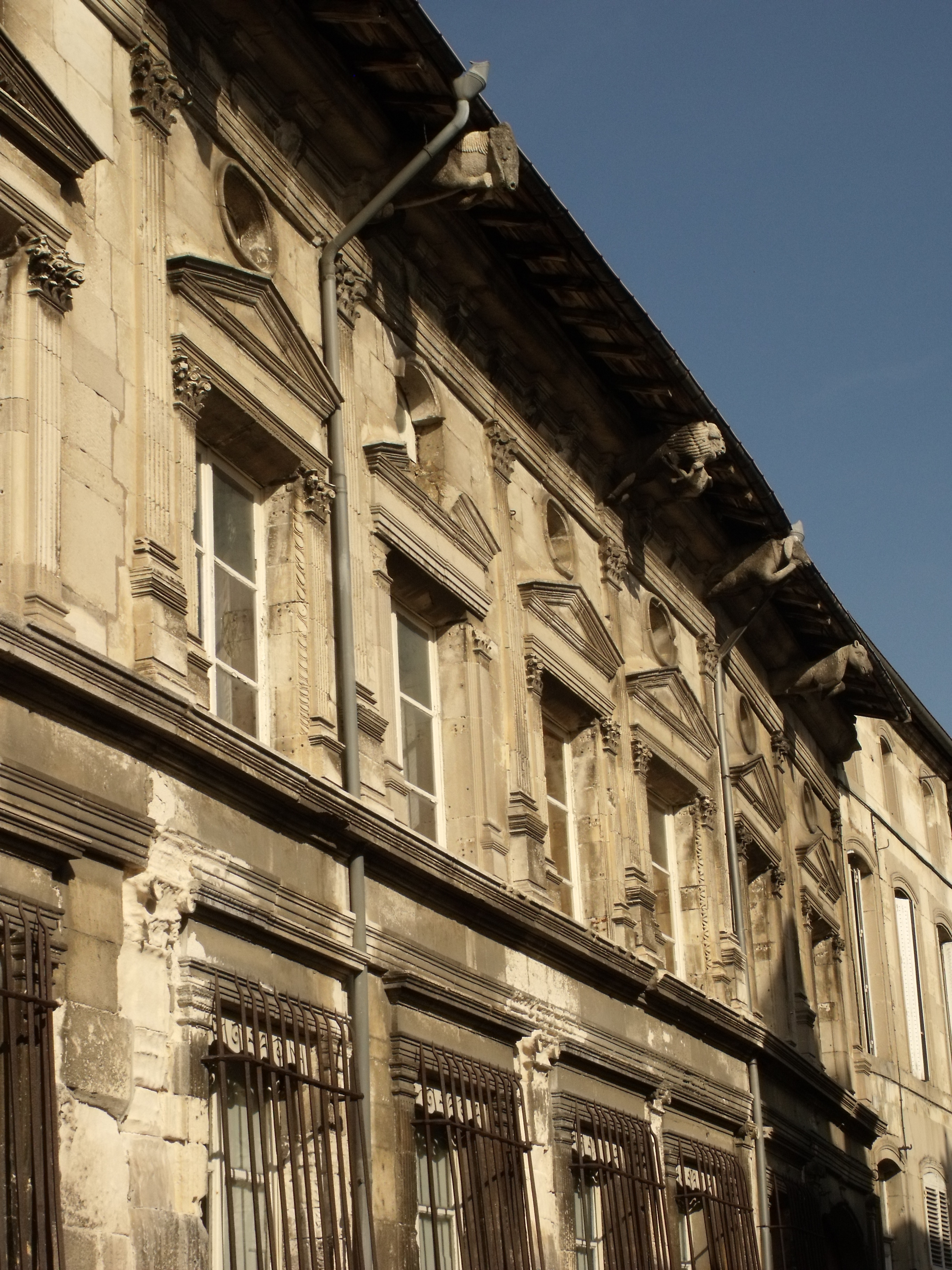
Hôtel des gargouilles
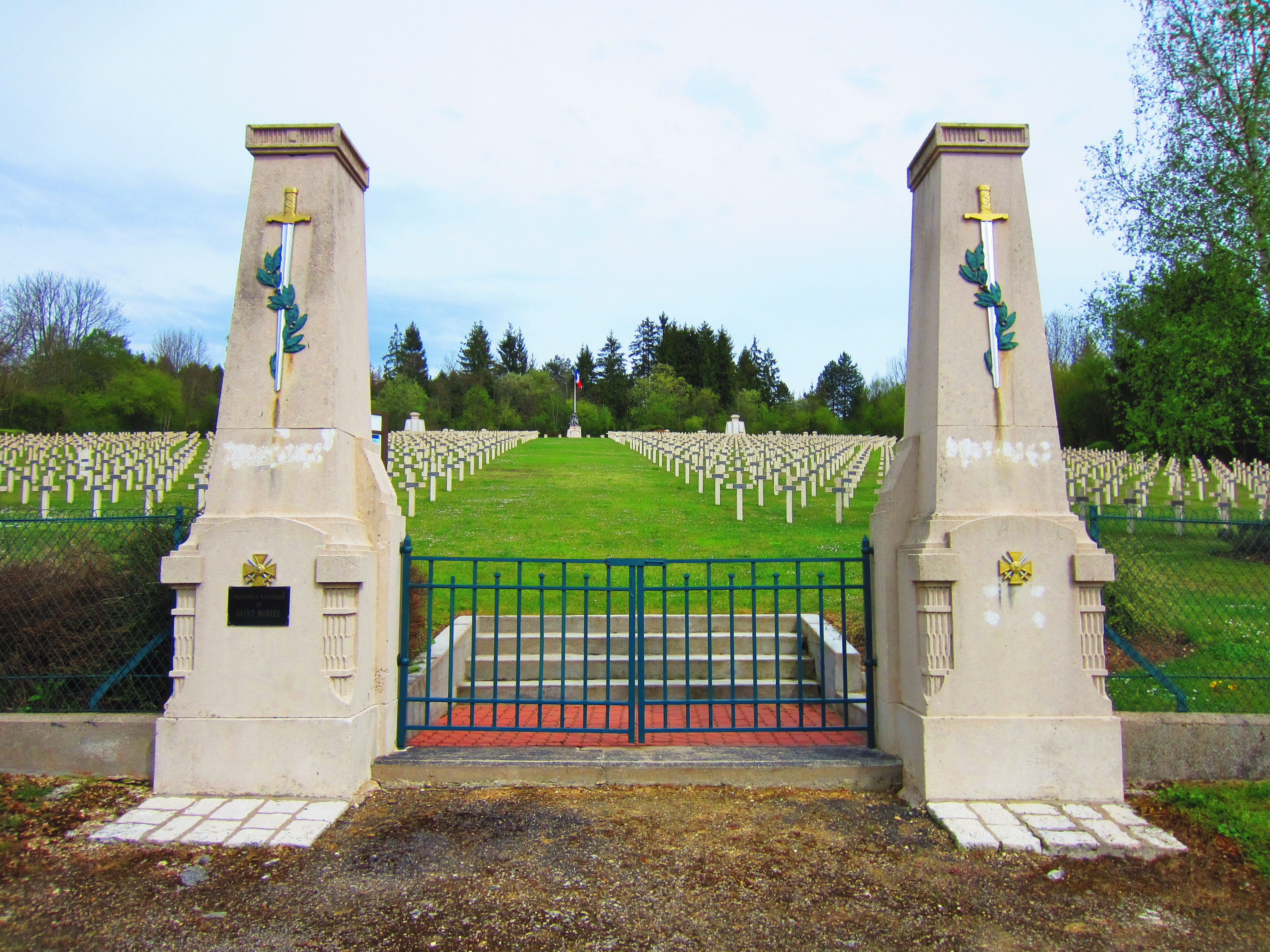
Franse militaire begraafplaats (Nécropole nationale Vaux-Racine)

## Geboren in Saint-Mihiel
- Ligier Richier (ca.1500-1567), renaissance-beeldhouwer
- Jeanne Leleu (1898-1979), componiste, muziekpedagoog, pianiste